# 26282 Noahbrosch
26282 Noahbrosch è un asteroide della fascia principale. Scoperto nel 1998, presenta un'orbita caratterizzata da un semiasse maggiore pari a 2,2111315 au e da un'eccentricità di 0,1674104, inclinata di 5,38766° rispetto all'eclittica.